# Església del Roser (Vic)
L'Església del Roser és una obra eclèctica de Vic (Osona) protegida com a Bé Cultural d'Interès Local. També rep el sobrenom de La Calla.

## Descripció
Edifici religiós. Església molt petita, d'una sola nau, la façana presenta un portal rectangular emmarcat per una portalada de pedra i un sòcol del mateix material a la part baixa del mur. Sobre el portal hi ha un frontó de pedra que emmarca una corona envoltada de roses i uns entrellaçats amb una inscripció. Al damunt hi ha un òcul de pedra resseguit per una cornisa del mateix material. El capcer també és triangular. A la part esquerre el flanqueja el campanaret de base rectangular, cobert de forma piramidal i amb un penell al damunt, en aquest cos les obertures són d'arc de mig punt. Als extrems de la cornisa de la teulada hi ha una mena de pinacles. Al davant hi ha una entrada enjardinada que es clou amb unes reixes de ferro datades el 1880. L'estat de conservació és força bo. Els acabats de la façana són estucats imitant carreus de pedra.
Llegenda damunt portal: SACR TIS SIMI ROSARU. Làpida al mur: 1850 ECLESIAE NOSTRAE / CONDITIONES / VESTRAM FIDEM COLIMUS.

## Història
Església al peu de l'antic camí itinerant de Barcelona. L'obra fou iniciada el 1848 i inaugurada el 1850, a ple segle xix, que malgrat ser un segle marcat pels flagells de la guerra, Vic esdevingué un focus cultural de la mà dels eclesiàstics.
Entre el 1940 i el 1978 en tingué cura el mossèn Josep Guiteras i Barceló, que hi dugé a terme una àmplia tasca social, on, entre altres iniciatives, va fer un menjador social que obria cada dia i va construir habitatges socials. Va rebre el sobrenom de Capellà de la Calla.